# Mercedes-Benz Classe C (Type 203)
La Mercedes-Benz Classe C Type 203 est une série de véhicules familiaux du constructeur automobile allemand Mercedes-Benz. Elle fut produite de mars 2000 à août 2007 et a reçu un restylage au cours du printemps 2004.
Le constructeur a fabriqué ce modèle en trois carrosseries différentes : en berline tricorps à quatre portes standard (W203), en déclinaison break (S203), ainsi qu'en coupé deux portes à quatre places (C203 puis CL203). Les berlines et breaks sont vendues sous l'appellation de « Classe C », qui remplacent la Classe C Type 202, et le coupé sous l'appellation « Classe C Sportcoupé », ne succédant lui à aucun modèle car étant une nouveauté, proposée à partir de novembre 2000.
En 2007, après sept années de production, les berlines et breaks furent arrêtés et ont été remplacées par la Classe C (Type 204). La fabrication et la vente du coupé sont poussées jusqu'en mai 2008. Il dispose ensuite d'un troisième restylage et aura la dénomination de « Classe CLC » jusqu'en février 2011 ou elle sera ensuite remplacée également par la Type 204. La totalité de ces modèles équivaut à plus de 2 000 000 exemplaires fabriqués.

## Historique
- Mars 2000 : lancement de la berline (W203).
- Janvier 2001 : lancement du break (Modèle T - S203).
- 2002 : sortie de la transmission intégrale (4MATIC) sur certains modèles.
- Avril 2004 : lancement de la Phase II.
- Décembre 2006 : arrêt définitif de la berline (W203).
- Août 2007 : arrêt définitif du break (Modèle T - S203).

### Conception et développement

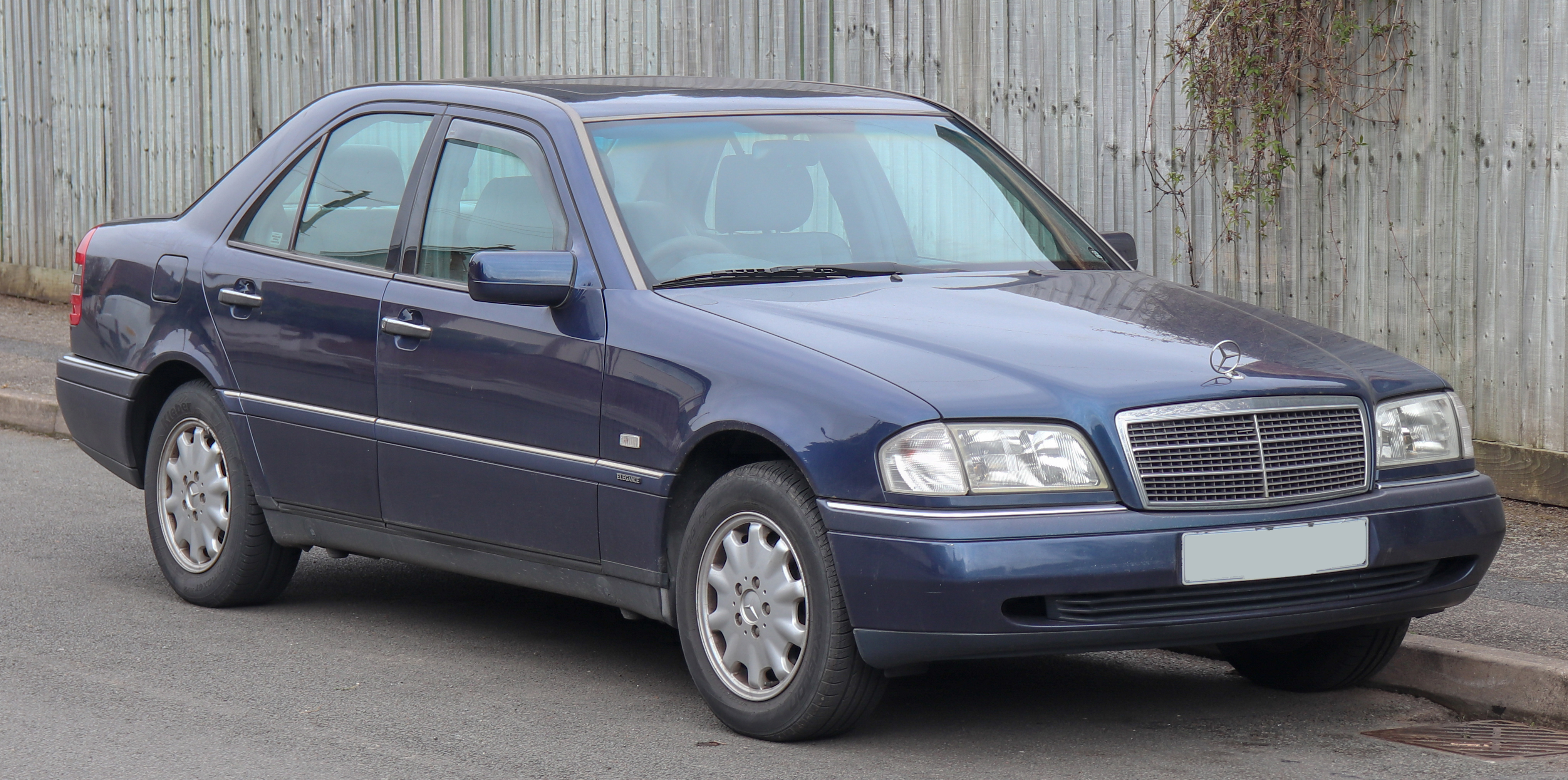
Une berline Type 202.

Les berlines et break ont pour but de remplacer la vieillissante Classe C (Type 202).

### Présentation et lancement
La deuxième génération de la Classe C a été dévoilée au public en mars 2000 au Salon international de l'automobile de Genève.
L'originalité de ce modèle réside principalement dans la rupture de style contrastant avec le modèle précédent (W202/S202). Reprenant les lignes fluides et légères de la Classe S Type 220, la Type 203 a connu un franc succès, assurant ainsi une bonne partie du chiffre d'affaires de la marque.

#### Phase 1
Elle fut produite de 2000 à 2004.
Le W203 était doté d'une boite à 6 vitesses au lieu de 5 vitesses du W202, l'automatique restait à 5 vitesses. De plus, pour la première fois, la transmission intégrale 4Matic est devenue disponible dans la classe C, en combinaison avec les modèles essence C240 et C320. Les moteurs ont été en partie empruntés à la W202. L'entrée de gamme C180, avait désormais également un quatre cylindres de 2,0 litres, avec 129 ch. À partir de 2002, il est doté d'un 1,8 litre avec compresseur de 143 ch, appelé C180 Kompressor. Le C200 est lui-aussi accompagné d'un Kompressor pour 163 ch. Le C240 a maintenant un V6 de 2,6 litres, mais toujours 170 ch. La motorisation supérieure était la C320 avec 3,2 litres V6 avec 218 ch qui permet d'atteindre 100 km/h en seulement 7,8 secondes.
Tous les moteurs diesel étaient désormais un CDI, avec turbocompresseur. Ceux-ci ont commencé au 200 CDI, avec 2,1 litres avec 115 ch. Le même bloc était également dans le C220 CDI, mais avec 143 ch. Il y avait aussi un nouveau cinq cylindres, le C270 CDI de 170 ch et 370 N m.

#### Phase 2
Elle fut produite de 2004 à 2007.
En 2004, la Classe C a subi un lifting. Il y avait un nouveau pare-chocs avant avec des entrées d'air plus grandes, une nouvelle calandre à trois lames et des phares en verre transparent. De plus, la Classic et l'Elégance avaient désormais les jupes et le pare-chocs arrière de la version Avangarde. De plus, le W203 a maintenant des pneus plus gros et des roues standard de 16 pouces. En termes de moteur, le C230 Kompressor de 192 ch a été ajouté, toujours avec 1,8 litre, qui n'a été produit que pendant un an. Après cela, il a été remplacé par le C230 (sans Kompressor) avec maintenant un nouveau V6 de 2,5 litres et 204 ch. De toute évidence, les noms qui indiquent la cylindrée appartenaient désormais au passé. Après un an, le C240, qui était éclipsé par des blocs Kompressor plus petits, a été remplacé par le C280 qui avait un V6 de 3,0 litres et 231 ch. Dans le même temps, le 320 a été remplacé par le 350, avec un V6 de 3,5 litres avec 272 ch. Dans le domaine du diesel, les choses ont également changé. Le 200 CDI est passé à 122 ch et le 220 CDI à 150 ch. Le C30 CDI AMG n'a plus été produit à partir de 2005, un nouveau diesel est arrivé; le 320 CDI qui avait un V6 de 3,0 litres avec 224 ch et 510 N m (transmission manuelle limitée à 415 N m). De plus, il y avait un C160 pour le Sportscoupe, c'était le 1,8 litre du C180 mais avec 122 ch.

### Les différentes versions
Légende couleur : Essence ; Diesel

## Carrosseries
Berline (W203)

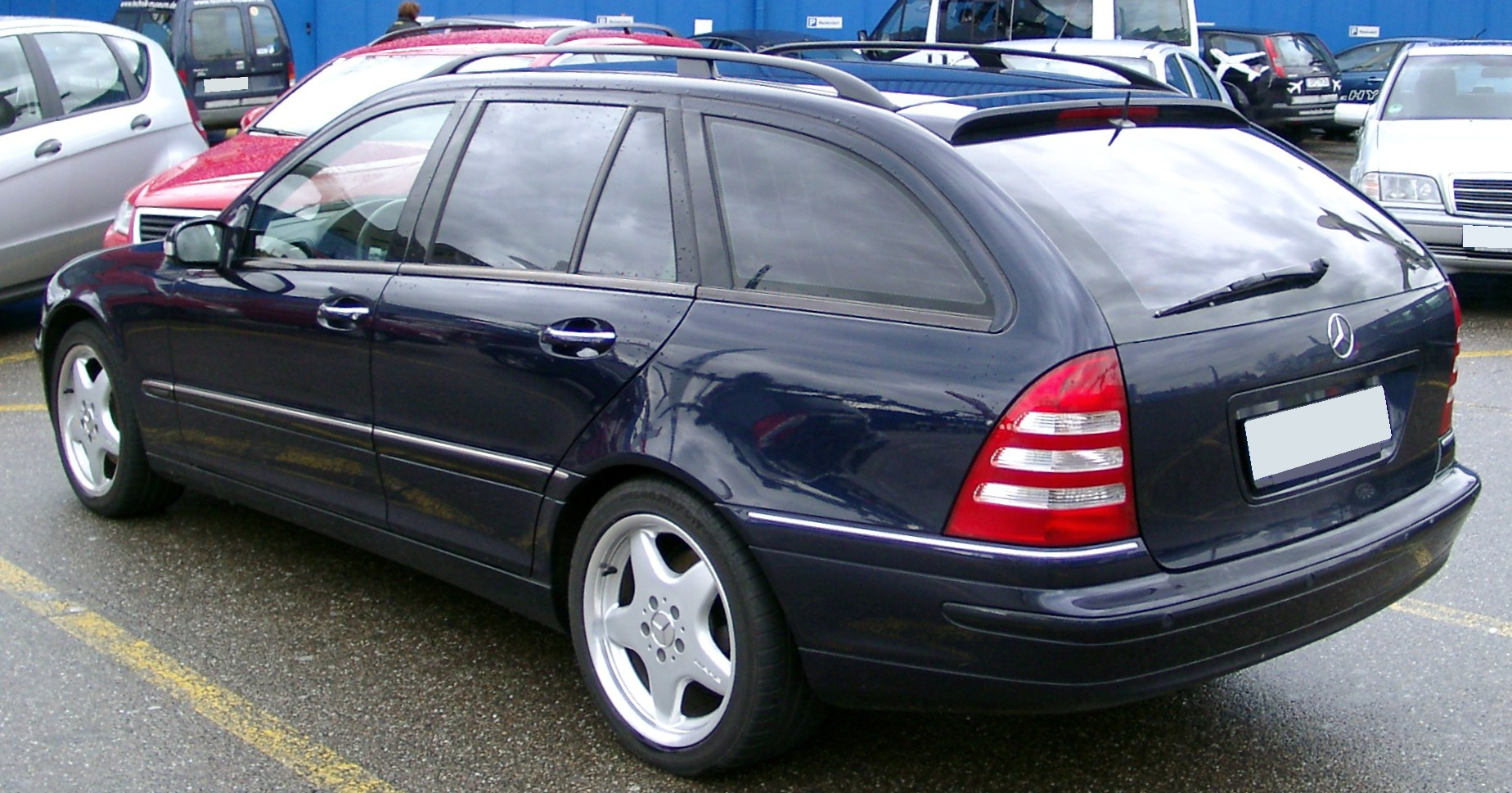
Modèle T - S203 (Break).

- Carrosserie standard de la gamme. Elle remplace la W202 et sera remplacée par la W204.

Break (Modèle T - S203)
- Déclinaison Break de la Mercedes-Benz W203. Elle remplace la S202 et sera remplacée par la S204.

## Version spécifiques
W203/S203 - AMG
Versions sportives de la Type 203 modifiées par le préparateur officiel de la marque.
- C 30 CDI AMG
- C 32 AMG
- C 55 AMG

### Les séries spéciales
- Indianapolis
- Sport Édition

### Caractéristiques

#### Motorisation
La Type 203 a eu plusieurs motorisations différentes de quatre, cinq, six et huit cylindres, essence et diesel. Plus aucune ne sont plus disponibles car plus commercialisées.
Du côté des moteurs essence :
- le M 111 quatre cylindres en ligne double arbre à cames en tête 16 soupapes à injection indirecte de 2,0 litres. Disponible sur les C 180 (129 ch), avec compresseur sur les C 200 K Phase I (163 ch) et C 230 K (190 ch).
- le M 271 quatre cylindres en ligne double arbre à cames en tête 16 soupapes à injection indirecte et distribution variable de 1,8 litre. Disponible sur les C 160 (122 ch), avec compresseur sur C 180 K (143 ch) et C 200 K Phase II (192 ch). Avec injection directe développant 170 ch sur la C 200 CGI.
- le M 112 six cylindres en V à injection indirecte, simples arbres à cames en tête avec culbuteurs et 18 soupapes de 2,6 litres à 3,7 litres. Disponible sur les C 240, C 320 et C 32 AMG.
- le M 272 six cylindres en V à injection indirecte, doubles arbres à cames en tête, distribution variable et 24 soupapes de 2,5 litres à 3,5 litres. Disponible sur les C 230, C 280 et C 350.
- le M 113 huit cylindres en V à injection indirecte, simples arbres à cames en tête avec culbuteurs et 24 soupapes de 5,4 litres développant (357 ch). Disponible sur la C 55 AMG.

| Modèle                              | Construction      | Moteur + Nom                           | Cylindrée         | Performance                    | Couple                       | 0 à 100 km/h | Vitesse maxi   | Consommation + CO2  |
| ----------------------------------- | ----------------- | -------------------------------------- | ----------------- | ------------------------------ | ---------------------------- | ------------ | -------------- | ------------------- |
| C 160 Coupé Sport                   | 06/2005 - 01/2007 | 4 cylindres en ligne M 271 E 18 ML LR  | 1 796 cm3 (1,8 L) | 90 kW (122 ch) à 5 200 tr/min  | 190 N m à 1 500-4 200 tr/min | 11,9 s       | 202 km/h       | 8 l/100 km 191 g/km |
| C 180 (boite manuelle 6)            | 03/2000 - 04/2002 | 4 cylindres en ligne M 111 E 20 EVO    | 1 998 cm3 (2,0 L) | 95 kW (129 ch) à 5 300 tr/min  | 190 N m à 4 000 tr/min       | 11,0 s       | 210 km/h       | 9,4 l/100 km .      |
| C 180 Kompressor .                  | 05/2002 - 08/2007 | 4 cylindres en ligne M 271 E 18 ML LR  | 1 796 cm3 (1,8 L) | 105 kW (143 ch) à 5 200 tr/min | 220 N m à 2 500-4 200 tr/min | 9,7 s        | 223 km/h       | 7,9 l/100 km .      |
| C 200 Kompressor (boite manuelle 6) | 03/2000 - 04/2002 | 4 cylindres en ligne M 111 E 20 ML EVO | 1 998 cm3 (2,0 L) | 120 kW (163 ch) à 5 300 tr/min | 230 N m à 2 500-4 800 tr/min | 9,3 s        | 230 km/h       | 9,7 l/100 km .      |
| C 200 Kompressor .                  | 05/2002 - 08/2007 | 4 cylindres en ligne M 271 E 18 ML     | 1 796 cm3 (1,8 L) | 120 kW (163 ch) à 5 500 tr/min | 240 N m à 3 000-4 000 tr/min | 9,1 s        | 234 km/h       | 8,3 l/100 km .      |
| C 200 CGI .                         | 07/2003 - 01/2005 | 4 cylindres en ligne M 271 E 18 DE ML  | 1 796 cm3 (1,8 L) | 125 kW (170 ch) à 5 300 tr/min | 250 N m à 3 000 tr/min       | 9,0 s        | 237 km/h       | 7,7 l/100 km .      |
| C 230 Kompressor .                  | 02/2004 - 01/2005 | 4 cylindres en ligne M 271 E 18 ML     | 1 796 cm3 (1,8 L) | 141 kW (192 ch) à 5 800 tr/min | 260 N m à 3 500-4 000 tr/min | 8,1 s        | 240 km/h       | 8,9 l/100 km .      |
| C 230 .                             | 01/2005 - 08/2007 | 6 cylindres en V M 272 E 25            | 2 496 cm3 (2,5 L) | 150 kW (204 ch) à 6 100 tr/min | 245 N m à 2 900-5 500 tr/min | 8,4 s        | 245 km/h       | 9,6 l/100 km .      |
| C 240 4MATIC (boite manuelle 6)     | 03/2000 - 01/2005 | 6 cylindres en V M 112 E 26            | 2 597 cm3 (2,6 L) | 125 kW (170 ch) à 5 500 tr/min | 240 N m à 2 900-4 500 tr/min | 9,2 s        | 235 km/h       | 10,7 l/100 km .     |
| C 280 4MATIC .                      | 01/2005 - 08/2007 | 6 cylindres en V M 272 E 30            | 2 997 cm3 (3,0 L) | 140 kW (231 ch) à 6 000 tr/min | 300 N m à 2 500-5 000 tr/min | 7,3 s        | 250 km/h*      | 9,7 l/100 km .      |
| C 320 4MATIC .                      | 03/2000 - 01/2005 | 6 cylindres en V M 112 E 32            | 3 199 cm3 (3,2 L) | 160 kW (218 ch) à 5 700 tr/min | 310 N m à 2 400-4 600 tr/min | 7,8 s        | 245 - 248 km/h | 10,2 l/100 km .     |
| C 350 4MATIC .                      | 01/2005 - 08/2007 | 6 cylindres en V M 272 E 35            | 3 498 cm3 (3,5 L) | 200 kW (272 ch) à 6 000 tr/min | 350 N m à 2 400-5 000 tr/min | 6,4 s        | 250 km/h*      | 9,8 l/100 km .      |
| C 32 AMG (boite automatique 5)      | 12/2000 - 02/2004 | 6 cylindres en V M 112 E 32 ML         | 3 199 cm3 (3,2 L) | 260 kW (354 ch) à 6 100 tr/min | 450 N m à 4 400 tr/min       | 5,2 s        | 250 km/h*      | 11,6 l/100 km .     |
| C 55 AMG (boite automatique 5)      | 01/2005 - 08/2007 | 8 cylindres en V M 113 E 55            | 5 439 cm3 (5,5 L) | 270 kW (357 ch) à 5 750 tr/min | 510 N m à -4 000 tr/min      | 5,2 s        | 250 km/h*      | 11,9 l/100 km .     |

Du côté des moteurs diesel :

Cette Classe C commence ses motorisations Diesel avec des CDI (injection directe avec rampe commune haute pression), sur une base d'un 2,1 litres. Mercedes commercialise une version du moteur OM 611 de 115-116 ch avec un couple de 250 N m vers 1 600 tr/min et une version plus puissante du 2,1 litres de 143 ch, passée en 2005 (phase II) à 122 ch et 150 ch avec le moteur OM 646.
AMG propose, pour la première fois sur la berline, une préparation d'un moteur Diesel, affichant 231 ch.
Cette classe C est commercialisée avec une boîte manuelle à 6 vitesses, une boîte automatique à convertisseur de couple (et non robotisée) à 5 rapports et une boîte automatique à convertisseur de couple (et non robotisée) à 7 rapports pour le modèle C 320 CDI.
| Modèle       | Production | Types Moteurs | Cylindrée | Architecture                 | Puissance             | Couple                 | 0-100 km/h | Vitesse max |
| ------------ | ---------- | ------------- | --------- | ---------------------------- | --------------------- | ---------------------- | ---------- | ----------- |
| C 200 CDI    | 2000-03    | OM611         | 2 148 cm3 | 4 cylindres en ligne + turbo | 116 ch à 4 200 tr/min | 250 N m à 1 400 tr/min | 12,1 s     | 203 km/h    |
| C 200 CDI    | 2003-07    | OM646         | 2 148 cm3 | 4 cylindres en ligne + turbo | 122 ch à 4 200 tr/min | 270 N m à 1 600 tr/min | 11,9 s     | 203 km/h    |
| C 220 CDI    | 2000-03    | OM611         | 2 148 cm3 | 4 cylindres en ligne + turbo | 143 ch à 4200 tr/min  | 315 N m à 1800 tr/min  | 10,3 s     | 220 km/h    |
| C 220 CDI    | 2004-07    | OM646         | 2 148 cm3 | 4 cylindres en ligne + turbo | 150 ch à 4200 tr/min  | 340 N m à 2000 tr/min  | 10,1 s     | 224 km/h    |
| C 270 CDI    | 2000-05    | OM612         | 2 685 cm3 | 5 cylindres en ligne + turbo | 170 ch à 4200 tr/min  | 370 N m à 1600 tr/min  | 8,9 s      | 230 km/h    |
| C 320 CDI    | 2005-07    | OM642         | 2 987 cm3 | 6 cylindres en V + turbo     | 224 ch à 3800 tr/min  | 415 N m à 1400 tr/min  | 8,1 s      | 246 km/h    |
| C 30 CDI AMG | 2003-05    | OM612         | 2 950 cm3 | 5 cylindres en ligne + turbo | 231 ch à 3800 tr/min  | 540 N m à 2000 tr/min  | 6,8 s      | 250 km/h    |

#### Mécanique
Moteur longitudinal avant

Propulsion ou transmission intégrale en option

Train avant Macpherson

Train arrière indépendant multibras

Freins avant: disques ventilés 300 mm

Freins arrière : disques pleins 290 mm

Taille réservoir: 62 litres

#### Finitions
Les versions et les finitions sont les suivantes dans le sens croissant :
Classic, Classic optimum, Elegance et Avantgarde.
• Classic, Classic optimum: monogramme sur aile avant "Classic"
ABS + BAS + ESP + ASR , 4 airbags frontaux et latéraux, airbags de têtes avant et arrière, régulateur de vitesse Tempomat, limiteur de vitesse Speedtronic, radio MB Audio 20 CD avec commandes au volant, rétroviseurs électriques et dégivrants avec répétiteurs de clignotants intégrés, capteur de luminosité, climatisation régulée Thermatic, sièges avant à réglages électriques (hauteur et inclinaison), 4 glaces électriques séquentielles et anti-pincement, volant multifonction, ordinateur de bord, accoudoir central arrière avec porte-gobelets, accoudoir central avant réglable en hauteur avec vide-poches, colonne de direction réglable manuellement en hauteur et en profondeur, condamnation centralisée avec télécommande, indicateur de température extérieure, boiseries en frêne olive sur console uniquement, sellerie tissu "Bristol".
• Elegance: monogramme sur aile avant "Elegance"'
finition en hausse par rapport a "Classic" : boiseries en laurel (inserts sur console centrale et contre-portes), jantes alliage 16" à 7 trous, poignées de portes ton carrosserie et inserts chromées, inserts chromés sur boucliers et baguettes latérales, poches aumônières au dos des sièges avant, volant et levier de vitesses gainés cuir, miroirs de courtoisie éclairés, ceintures de sécurité assorties aux garnitures, seuils de portes avant éclairés, sellerie tissu "Windsor", 
• Avantgarde: monogramme sur aile avant "Avantgarde"
finition en hausse par rapport a "Elegance" : boiseries remplacées par aluminium, des définitions supplémentaires, bas de caisse spécifique, vitres teintées bleues, sellerie tissu/simili cuir "Coventry", jantes alliage 16" à 5 branches, pneus 225/50 R16 à l'arrière.

#### Options et accessoires
- Option pack : essuie-glaces automatiques, banquette arrière fractionnable, peinture métallisée
- Option pack Luxe : climatisation automatique Thermotronic, cuir.

## Type 203 - Classe C-Coupé Sport
Le Coupé Sport (Sport Coupe) est apparu en 2000 sur la base de la Mercedes classe C W203 dont elle reprend une partie des motorisations, de certains éléments de carrosserie et du mobilier intérieur.
4 Motorisations essence et 3 Diesel:
Phase 1:
Essence: C 180 2.0 129 ch, C 180 K 143 ch et C 200 K 2.0 163 ch puis le C 230 K 2.3 197 ch et le C 32 AMG 354 ch.
Diesel: C 200 CDI 122 ch, C 220 CDI 143 ch et C 30 CDI AMG 231 ch.
Le K signale que le moteur est équipé d'un compresseur mécanique.
Phase 2:
Essence: C 160 K 1.8 122 ch remplace le C 180 2.0 129 ch, C 180 K 1.8 143 ch, C 200 K 1.8 163 ch et le C 230 K 1.8 192 ch.
Diesel: C 200 CDI 122 ch et C 220 CDI 150 ch.
La phase 1 fut produite de 2000 à 2004 puis vient la phase 2 produite de 2004 à 2008.
Les différences sont minimes, pour l'extérieur, les phares changent d'aspect puisqu'ils ne sont plus striés, les feux arrière se modernisent et deviennent transparents. Les clignotants de rétroviseurs changent d'aspect pour les leds. La ligne extérieur ne change pas.
L'intérieur est quasiment inchangé si ce n'est le compteur qui perd la triple casquette de la phase 1 et l'on se retrouve avec un compteur de vitesse à gauche et un compte-tour à droite avec la jauge de température moteur et la jauge à carburant aux extrémités du combiné d'instrumentation. Le volant, le levier de vitesse et la console centrale aussi optent pour un rafraichissement esthétique.
Le C-Coupé Sport est un strict 4 places.
En 2008, le C-Coupé Sport est remplacé par le CLC (CL203).